# 戈公省
11°23′57″N 103°29′41″E / 11.39917°N 103.49472°E
戈公省（高棉語發音：[kʰaet kɑh koŋ]）一译国公省，是柬埔寨西南部的一個省，省會是凯马拉波明市（戈公市）。該省得名於本省西部海畔的戈公島。
她的北面是菩薩省，東面為磅士卑省，東南為貢布省，西北同泰國的達叻府接壤，西面則是泰國灣。
由于便利的自然環境，本省人民多數從事漁業和林業。

## 行政区划
本省分為以下八個縣：
- 博东萨戈县（ស្រុកបទុមសាគរ）
- 基里萨戈县（ស្រុកគិរីសាគរ）
- 戈公县（ស្រុកកោះកុង）
- 凯马拉波明县（ក្រុងខេមរភូមិន្ទ）原为斯马芝缅则县（ស្រុកស្មាច់មានជ័យ）
- 蒙多塞马县（ស្រុកមណ្ឌលសីមា）
- 斯雷昂贝县（斯雷温贝县、盐田县，ស្រុកស្រែអំបិល）
- 特莫邦县（ស្រុកថ្មបាំង）

## 名人
- 狄班：柬埔寨副总理兼国防部部长
- 李永法：柬埔寨著名企业家，有“国公藩王”之称

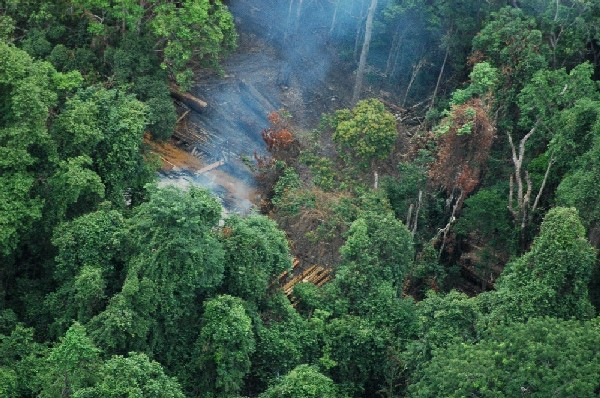
戈公省供砍伐的森林

## 外部連結
- 戈公省的政府網址